# Дрентельн, Елизавета Сергеевна
Елизавета Сергеевна Дрентельн (15 (27) марта 1857, Москва — после 1923) — русский акушер-гинеколог, земский врач, организатор акушерско-гинекологической помощи и деятельница санитарного просвещения в Российской империи, литератор, публицистка и переводчица.
Специалист по вопросу о взаимоотношении полов и их эволюционных различий. Одна из первых женщин-врачей в земской медицине, сформировавшая научные подходы к гендерным исследованиям.

## Биография
Из дворян Рязанской губернии, выходцев из прибалтийского купеческого и дворянского рода Дрентельнов. Дочь подполковника и кавалера С. Р. Дрентельна. Племянница и крестница члена Государственного совета, генерала от инфантерии, генерал-адъютанта А. Р. Дрентельна.

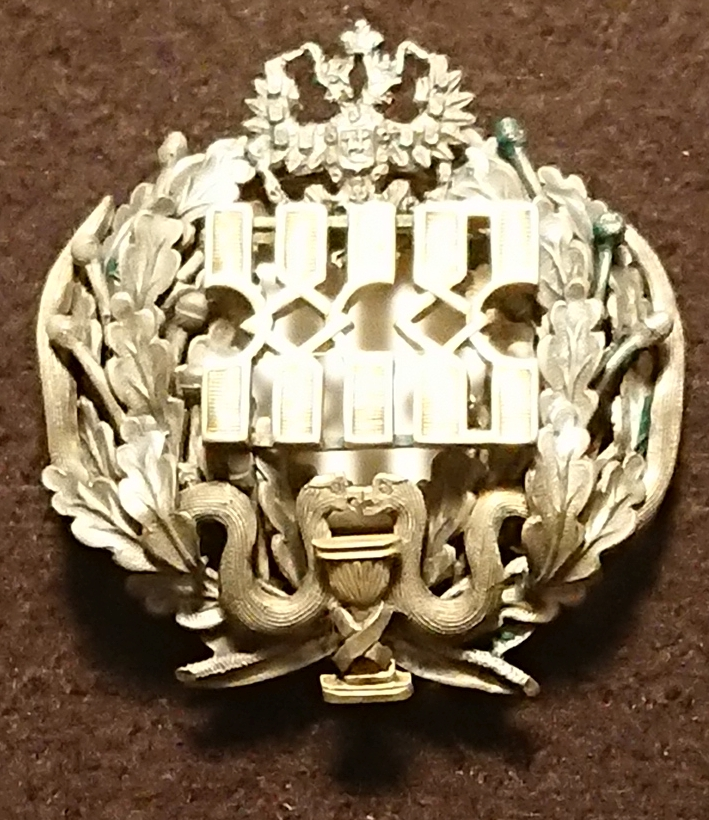
Нагрудный знак «ЖВ» (Женщина-врач)

Образование получила в Санкт-Петербургской Александровской женской гимназии (1874 г.) и на 5-летних Высших женских медицинских курсах. В 1883 сдала итоговый экзамен, получив звание «женщина-врач по женским и детским болезням» и отличительный нагрудный знак — «Женщина-врач». Полученное высшее медицинское образование позволяло ей работать в качестве вольнопрактикующего врача и в земских лечебных учреждениях.

### Работа в земствах
С 15 июля по 15 ноября 1883 года Дрентельн работала заведующей временной земской лечебницей в с. Раменье Волоколамского уезда. Лечебница «существованием своим обязана женщине-врачу Е. С. Дрентельн, которая изъявила желание бесплатно принимать больных в течение упомянутого времени». Затем служила врачом амбулатории на станции Подсолнечная Николаевской железной дороги: «А Елизавета Сергеевна, слава богу, поправилась (у нее был сыпной тиф) и опять работает. Хороший она человек. Боюсь только, как бы себя не замучила она, теперь в Подсолнечной у нее бывает на приеме по 90 больных в день».
С 1884 по 1888 год — заведующая Рукавишниковской лечебницей Московского губернского земства (ныне — Рукавишниковская больница Солнечногорского района). Двухэтажная лечебница, со всеми возможными по тем временам новшествами и удобствами, была построена в 1883—1884 годах на средства Константина Васильевича и Евдокии Николаевны Рукавишниковых, в деревне Грачевка, близ станции Крюково Николаевской железной дороги. Лечебница обслуживала межуездный участок на стыке Московского и Звенигородского уездов, а потому находилась в ведении Московского губернского земства, что давало работавшим в ней врачам некоторые преимущества. Создание лечебницы связано с развитием дополнительной сети земских больниц и фельдшерских пунктов на основаниях, выработанных съездами врачей Московского земства. В этот период Дрентельн приняла участие в VIII (сентябрь 1885 г.) и IX (сентябрь 1887 г.) губернских съездах врачей Московского земства.
Тогда же она написала популярное пособие «О беременности, родах и уходе за родильницей и новорожденным», впоследствии выдержавшее несколько переизданий в издательстве «Посредник». Однако без указания своего авторства. 18 февраля (1 марта) 1888 Дрентельн, в присутствии сокурсницы, коллеги и друга, женщины-врача А. Г. Архангельской, читала рукопись у Л. Н. Толстого, сделавшего окончательные редакторские правки. О книге Дрентельн ближайший друг и сотрудник Толстого В. Г. Чертков писал сотруднику издательства Сытина И. К. Иванову: «Это прекрасная и крайне полезная книжка не только для простого народа, но и для всяких женщин. Написана она весьма сведущею и опытной женщиной-врачом, которая пользовалась при составлении этой книжки лучшими источниками. Все сведения, там изложенные, вполне точные. А изложение упрощено настолько, чтобы оно было понятно простому читателю из народа. С этой стороны она была окончательно исправлена Л. Н. Толстым»
О работе Дрентельн в Рукавишниковской лечебнице известно мало. В том же — 1888, она представила план, по которому К. В. Рукавишников выстроил при лечебнице каменный инфекционный барак на 8 коек, открытый для пользования в следующем 1889 году. Этот барак сослужил потом большую службу, когда сгорел в 1890 году общий госпиталь, вместе с амбулаторией лечебницы, так как, благодаря ему «было где и амбулянтов принимать, и тяжелых больных положить на койку».
На Х губернском съезде врачей Московского земства, состоявшимся в сентябре 1889 года, было заслушан её доклад «К вопросу о родовспоможении среди крестьян Московской губернии», посвящённый необходимости обучения крестьянок правильной помощи при родах с предложением ряда конкретных мер по организации института сельских повитух. Эти предложения стали результатом серьёзной исследовательской работы Дрентельн. Она изучила причины неудач земств организовать подготовку акушерских кадров для села на основании трудов 66-ти съездов земских врачей в 21-й губернии. Доклад не обсуждался на съезде из-за отсутствия самой Дрентельн. Однако в последующие годы положения доклада использовались для Смоленской и Минской губерний.
По свидетельству современников-коллег, Е. С. Дрентельн и А. Г. Архангельская были «в числе наиболее выдающихся женщин-врачей, служивших в Московском губернском земстве». Многие годы их связывали дружеские отношения. В 1905 году Дрентельн опубликовала воспоминания, посвященные личности Архангельской, отдельным эпизодам её жизни и врачебной деятельности в Верейском уезде Московской губернии. Это единственные известные её мемуары, охватывающие 1870-е — 1905 гг.

### Санкт-Петербург
Переехав в Санкт-Петербург, с 28.12.1889 по 7.01.1890 Дрентельн участвовала в VIII Съезде русских естествоиспытателей и врачей в секции научной медицины и гигиены. В том же съезде участвовал её брат — Н. С. Дрентельн (в секции химии). В 1890 проживала в Ковенском пер., д. 30. В 1890—1893 гг. — женщина-врач и врач-ассистент Императорского Клинического повивального института, в котором повышала квалификацию и совершенствовалась в акушерстве и гинекологии. Опубликовала несколько публикаций о лечебных методиках директора института (1874—1893), доктора медицины и акушера И. Ф. Баландина. В 1893—1894 — вольнопрактикующая женщина-врач (акушерство, женские и внутренние болезни); в 1893 проживала по ул. Бассейной, д. 8, в 1894 — по наб. р. Фонтанки, 148. Вела приём три раза в неделю.
В том же 1894 г. она была избрана членом правления благотворительного общества «Детская помощь», устав которого утвержден 25 мая (6 июня) 1894, а деятельность началась в мае 1894 г. Общество основано по инициативе активистки женского движения Надежды Васильевны Стасовой. Оно ставило своей целью «доставление присмотра и ухода за малолетними детьми обоего пола бедных жителей Санкт-Петербурга, преимущественно рабочего класса, в то время, когда родители их заняты поденными работами вне дома». Общество основало приют-ясли на Большом Сампсониевском пр., 61, на 30–35 мест, где дети в возрасте от 4 месяцев до 8 лет содержались с надлежащим присмотром и медицинским обеспечением с утра до 9 часов вечера. Впоследствии при обществе открыто Убежище для бесприютных детей в Лесном (Яшумов пер., 7; ныне ул. Курчатова). В 1913 Приют-ясли и Убежище переведены в собственное здание, построенное на приобретенном участке земли близ ст. Удельная. Дрентельн, переехавшая жить и работать в Харьков, впоследствии поддерживала общество материально, перечисляя на его нужды сборы от своих публичных лекций.

### Харьков
Около 1895 Дрентельн переехала в Харьков, где открылось гинекологическое отделение при Харьковской городской амбулаторной детской больнице. Первоначально она работала при отделении внештатным врачом на добровольных началах. 8 (20) сентября 1896 года попечительный совет больницы избрал Дрентельн одним из двух кандидатов на должность заведующей (врача-распорядителя) гинекологическим отделением. Назначение на должность врача-распорядителя Харьковской городской амбулаторной детской и гинекологической больницы официально было утверждено приказом от 19 (31) октября 1899 за № 19, по ведомству Министерства внутренних дел, с 27 сентября 1896 года. Дрентельн проработала в этой должности до 1 октября 1903 года, будучи официально уволенной, по прошению, в марте 1904. Работа в больнице была сложной. В первом изданном годовом отчёте за 1897 г. говорилось, что «несмотря на крайне ограниченные средства лечебницы, с тех пор, как приёмом больных стали заведовать постоянные, несменяемые врачи-специалисты, значительно увеличился прирост больных, привыкших к одним и тем же врачам <…> В отчетном году было 6116 посещений больных детей против 4177 в предшествовавшем, больных женщин было 1964 против 1237».
Одновременно с работой в городской детской больнице, в конце 1890-х — начале 1900-х Дрентельн принимала активное участие в организации акушерской и гинекологической помощи для бедных и малоимущих женщин. В 1897 она стала первым врачом, организовавшим в Харькове публичные лекции исключительно для женщин.
В 1898 учредила собственную клинику, получившую название «Женская лечебница женщины-врача Е. С. Дрентельн», в одном из беднейших районов Харькова — Москалевке, по ул. Большой Москалевской, 47. Устав клиники был утверждён Министром внутренних дел 26 февраля (10 марта) 1898. Дрентельн имела право набирать по собственному усмотрению штат сотрудников, оказывать платные стационарные услуги, открыть при клинике амбулаторное отделение и др. Клиника имела постоянные кровати для рожениц и больных женскими заболеваниями. Однако, проработав чуть больше двух лет, клиника была закрыта в силу финансовой несостоятельности. Наряду с собственной клиникой и работой в городской больнице, Е. С. Дрентельн, как вольнопрактикующий врач, вела ежедневный вечерний 2-часовой приём по женским болезням и акушерству у себя на квартире. В то время она жила в доме № 3 на Жандармской площади.
Другой причиной закрытия своей клиники стало участие Е. С. Дрентельн в организации новой, более крупной лечебницы, помогавшей беременным и больным женщинам и принимавшей роды. В современном понимании это была больница, поликлиника, женская консультация и родильный дом в одном учреждении для бедных и малоимущих женщин. Лечебница получила название «Женская помощь». Её устав был утверждён министром внутренних дел 23 января (5 февраля) 1901. Е. С. Дрентельн возглавляла клинику с января 1901 по декабрь 1905, став не только организатором, но и первым директором «Женской помощи».
После передачи «Женской помощи» в ведение харьковского губернского земства Дрентельн вернулась на службу заведующей гинекологического отделения городской больницы и упоминается в той должности до 1909. К началу Первой мировой войны значится в качестве вольнопрактикующей женщины-врача и акушерки. Однако в адресных книгах Харькова тех лет она не значится. Публикации её работ после 1911 не выявлены. Возможно, увольнение с должности врача-распорядителя той больницы было связано с её преобразованием в 1911—1912 годах. План реорганизации предусматривал расширение помещений клиники, с сохранением функции детской и гинекологической больницы, а также кабинета оспопрививания. По некоторым сведениям, Е. С. Дрентельн переехала и работала в Кисловодске. После событий октября 1917 года осталась в России. На 1923 год значится в числе пенсионеров республиканского значения РСФСР.
Практическая деятельность, полученный при этом богатый опыт, охватывающий разные аспекты медицины, психологии и социальных отношений, позволили Е. С. Дрентельн стать и семейным психологом, и теоретиком в области гендерных отношений и эволюционных различий полов. Она автор двух десятков как самостоятельных публикаций, так и переводов зарубежных авторов, опубликованных с 1884 по 1911 год, касавшихся медицинских и педагогических наук, социальных взаимоотношений. Публиковалась как в медицинских изданиях: «Акушерка», «Журнал акушерства и женских болезней», «Современная клиника» — так и в педагогических: «Русская школа», «Вестник воспитания», «Образование». Многие публикации изданы отдельными тиражами и неоднократно переиздавались. Рецензенты отмечали её талант публициста, большую начитанность, эрудицию научно образованного человека и «яркую доказательность» аргументов. Работы Е. С. Дрентельн в области исследований гендерных отношений и сексологии, эволюционных различий полов, определяющих их социальное поведение и место в обществе, востребованы до настоящего времени. Некоторые из выдвинутых ею теоретических предположений, в частности таких, как влияние полового диморфизма (биологический фактор, влияющий на поведение человека, на работу мозга, на психические и неврологические расстройства и на поведенческие значимые половые различия) на способность справляться с определенными когнитивными задачами, доказаны современными исследованиями науки и медицины только в последние годы.

### «Женская помощь»
Клиника «Женская помощь» в Харькове создавалась на пожертвования частных лиц группой единомышленников, возглавляемых Е. С. Дрентельн. Это был самый успешный и крупный проект женщины-врача по организации акушерской и гинекологической помощи для малоимущих женщин. Она рассматривала клинику как общественное достояние, а не как обыкновенное частное лечебное заведение. Самым крупным благотворителем стал знаменитый предприниматель и меценат М. Х. Гельферих. Он «давно лелеял мысль об устройстве большого хорошо обставленного лечебного заведения для больных женщин, так как женщина, по его мнению, особенно нуждается в уходе и попечении не только во время болезни, но в те периоды её жизни, когда она готовится быть матерью». Гельферих пожертвовал участок земли в 735 кв. сажень в конце Старомосковской улицы (ул. Старомосковская, д. № 105) и 30 000 руб. на постройку здания лечебницы, а по духовной отказал клинике ещё свыше 10 000 руб. Он же пожертвовал соседний земельный участок 1200 кв. сажени для строительства приюта для неизлечимо больных имени доктора В. А. Франковского рядом с лечебницей «Женская помощь». М. Х. Гельферих не был сторонником оказания полностью бесплатной медицинской помощи, но считал, что она должна быть доступна и малоимущим. Тот же принцип М. Х. Гельферих пожелал положить и в основу функций корпуса его имени при Николаевской городской больнице — корпуса, предназначенного для женщин, страдающих внутренними болезнями. Свыше 30 000 руб. на строительство лечебницы «Женская помощь» пожертвовали Ирма Владимировна и Степан Степанович Манциарли, которые продолжали поддерживать клинику в материальном отношении в дальнейшем. Среди первых благотворителей были княгиня Е. И. Кудашева (из Екатеринославской губ.), учредительница женских врачебных курсов Л. А. Шанявская, урождённая Родственная, мать Е. С. Дрентельн — подполковница вдова Л. В. Дрентельн, и её тётя — Е. В. Баснина. Позднее О. К. Гельферих пожертвовала 5 000 руб. на учреждение при лечебнице постоянной бесплатной кровати имени её покойной дочери, Евгении Альбертовны. Для пополнения средств на строительство лечебницы И. В. Манциарли 8 (21) декабря 1901 в залах Харьковского коммерческого клуба устроила художественно-музыкальный вечер, при деятельном содействии музыкантов и композиторов Р. В. Геника и К. К. Горского. Художник А. И. Столбов подарил клинике большую копию иконы Божией Матери В. М. Васнецова, а художник А. М. Иваницкий — большой художественно выполненный портрет профессора Ф. Ф. Эрисмана. Ученицы, впоследствии проходившие обучение при лечебнице, пожертвовали художественно сделанную лампаду к иконе.
Обобщив предыдущий опыт, Е. С. Дрентельн разработала общий план организации больницы, которая удовлетворяла всем представлениям о современной акушерско-гинекологической помощи того времени. Она же выработала устав лечебницы. Клиника имела два отделения (родильное и гинекологическое), амбулаторный кабинет, лабораторию, при клинике открыты курсы для подготовки акушерок и сиделок. Согласно уставу, ведение медицинского дела в лечебнице поручалось женщинам-врачам. Однако, мужчины могли приглашаться по желанию больных, в качестве врачей-консультантов. Лечебница имела также целью предоставлять начинающим женщинам-врачам и повивальным бабкам практически совершенствоваться по своей специальности, подготовлять практически опытных сиделок для ухода за больными женскими болезнями, роженицами и родильницами, а также содействовать лицам, наиболее способным, достигать звания повивальной бабки. Всё это впоследствии давало женщинам надежный источник заработка. Харьковским губернатором был утверждён попечительный совет клиники. Первым председателем был избран М. Х. Гельферих, его товарищем С. С. Манциарли. Позже, когда М. Х. Гельферих скончался, не успев увидеть конца задуманного дела, председателем совета избран С. С. Манциарли, а вице-председательницей — его супруга, Ирма Владимировна. В течение 1901—1902 велось строительство здания лечебницы, рассчитанной на 35 кроватей, со всем оборудованием. План здания проектировал гражданский инженер В. О. (Осипович, Иосифович) Коляновский, совместно с инженером путей сообщений Д. А. Денисовым, а строительство велось под непрерывным наблюдением члена попечительного совета, инженера путей сообщений П. М. Константинова. В рассмотрении плана клиники принимали участие и давали свои замечания харьковский врачебный инспектор М. М. Севастьянович, лейб-медик профессор Д. О. Отт (С.-Петербург), профессор Ф. Ф. Эрисман (Цюрих), профессора Харьковского ун-та Н. Ф. Толочинов, Л. В. Орлов, приват-доцент доктор М. И. Миронов и др. лица. Строительство клиники обошлось в 125 000 руб., что превысило первоначальную смету почти в два раза. Несмотря на крупные пожертвования, их не хватило для завершения постройки клиники. Поэтому здание с участком было заложено в Харьковском купеческом банке, в обеспечение займа на сумму 35 000 руб., что и позволило довести дело до конца.
В сентябре 1902 при ещё недостроенной лечебнице на средства, пожертвованные М. Х. Гельферих, была открыта повивальная школа для акушерок 1-го и 2-го разрядов. В школе первоначально было 20 мест, на которые в первый год подано 50 заявлений, а принято на обучение 28 чел., из которых одна была бесплатной стипендианткой имени М. Х. Гельферих: «Пока будет окончено устройство лечебницы, курс акушерства и женских болезней читается для учениц первой группы ординатором акушерской клиники доктором Малышенко, а затем эта группа поступит уже на практические работы в лечебницу». 24 ноября (7 декабря) 1902 года стационар лечебницы принял первую больную. Клиника состояла из двух отделений, родовспоможение оказывалось также на дому. В первый год работы лечебницы помощь была оказана 2551 больным и роженицам, принято 195 живых новорождённых. Лечебница имела три постоянные бесплатные кровати: две имени М. Х. Гельферих и одну О. К. Гельферих, учреждённую в память ей дочери. Пятой части больных и рожениц стационара помощь была оказана бесплатно. Амбулаторный приём приходящих больных был бесплатным, как определено уставом лечебницы.
В ноябре 1903 года при лечебнице был открыт химико-микроскопический кабинет для лабораторных исследований. В повивальной школе во второй год обучалось 30 учениц. Первая годовщина работы лечебницы праздновалась 7 (20) декабря 1903. Поздравительные телеграммы от женщин-врачей и некоторых сочувствующих лиц пришли из Москвы, Киева, Вятки и Баку. Прислала поздравительную телеграмму и Лидия Алексеевна Шанявская, учредительница женских врачебных курсов.
Попечительный совет избрал женщину-врача Е. С. Дрентельн «пожизненным» директором «Женской помощи». Она же с ассистентками оказывала врачебную помощь. После начала работы клиники Дрентельн сложила с себя обязанности врача-распорядителя городской детской больницы. Приказом от 2 (15) марта 1904 № 8, по ведомству М-ва внутренних дел, уволена от службы, по прошению, врач-распорядитель Харьковской городской амбулаторной детской и гинекологической лечебницы, женщина-врач [Е.C.] Дрентельн — с 1 (14) октября 1903. Работа в городской больнице на Москалевке требовала много сил и внимания. По имеющимся сведениям, в те годы больница, имевшая три отделения (педиатрическое, гинекологическое, которым заведовала Дрентельн, и хирургическое), кабинет оспопрививания, амбулаторию 3-го городского медицинского участка, ежегодно принимала 21000 чел., из них 5000 детей.
«Пожизненным» директором «Женской помощи» Дрентельн была только до декабря 1905 года. Содержание клиники требовало больших средств, которых не хватало. 31 декабря 1905 (13 января 1906) была совершена дарственная запись на передачу «Женской помощи» в ведение харьковского губернского земства. Всё движимое и недвижимое имущество передавалось земству в собственность с тем условием, что в зданиях лечебницы исключительно помещались родильное и гинекологическое отделения, и чтобы они функционировали круглый год без перерыва. За двумя женщинами-врачами земство обязалось сохранять постоянно два ординаторских места со всеми правами и вознаграждением, связанным с этими местами. Кроме того, земство обязалось открыть лечебницу бесплатно для беднейших женщин, без различия их состояния, сословия и места жительства и, наконец, уплатить разным лицам долг в 5 914 руб., числящийся за лечебницей. Всё имущество лечебницы, вместе с дворовым местом и с постройками, было оценено в 182 000 руб. После передачи в ведение губернского земства «Женская помощь» получила новое название — «Земский повивальный институт с родильным домом и гинекологическим отделением» и «Харьковское земское родовспомогательное учебное заведение с гинекологическим при нем отделением» (ул. Старомосковская, 105). Однако, до 1908 года клиника нередко упоминается под обоими названиями.
Построенное, по инициативе, согласно плану и трудами женщины-врача Е. С. Дрентельн, здание харьковской акушерско-гинекологической частной лечебницы «Женская помощь» сохранилось, с переделками, до настоящего времени, находится по адресу — проспект Героев Харькова, 145. В здании расположен родильный дом № 2 им. М. Х. Гельфериха и кафедра акушерства и гинекологии Харьковского института усовершенствования врачей. Начатое Дрентельн дело, поддержанное попечением небольшого круга единомышленников, продолжается на благо народного здравия и медицинской науки.

### Просветительство
Е. С. Дрентельн обладала даром лектора-просветителя и семейного психолога. В 1897—1908 годах в Харькове, Москве и С.-Петербурге она читала для женщин публичные лекций по темам медицинского и педагогического просвещения. Первая лекция была прочитана Дрентельн 6 (18) октября 1897 в харьковском биржевом зале: «Такие лекции устраивались в Петербурге и Киеве женщинами-врачами и всегда привлекали массу слушательниц. В Харькове это первая лекция». Билеты на лекцию стоили от 50 коп. до 2 руб. Как и ожидал рецензент местной газеты, лекции стали пользоваться большой популярностью: «Состоявшаяся <…> вечером в биржевом зале лекция женщины-врача Е. С. Дрентельн, исключительно для женщин, привлекла так много слушательниц, что не только билеты на определенные места, но даже и входные билеты все были распроданы, а желающих попасть на лекцию было ещё очень много. Было бы желательно, чтобы г-жа Дрентельн прочла ещё одну лекцию на ту же тему. В числе её слушательниц были и молоденькие девушки, и пожилые дамы»
Публичные лекции Дрентельн для женщин неизменно имели хорошие отзывы в печати и, кроме того, издавались отдельными тиражами. Сборы за лекции шли на благотворительные цели. Одна из столичных газет в апреле 1905 писала: "Сегодня, 4-го апреля, в 8 часов вечера, женщина-врач Е. С. Дрентельн прочтёт в аудитории Тенишевского [коммерческого] училища лекцию исключительно для женщин на тему «Мысли, навеянные романом Золя „Fecondite“ (Плодородие)». Лекция обещает быть очень интересной, во-первых, потому, что разработка этой темы может навести на мысли, на которых до сих пор не останавливались, а между тем они, без сомнения, принесут большую пользу и заставят не одну женщину задуматься, а во-вторых, успех этой лекции в Харькове и Москве уже достаточно говорит за её содержательность и за талант автора. Г.-жа Е. С. Дрентельн принадлежит к числу немногих женщин-врачей, занимающихся не исключительно практикой, но и научной разработкой вопросов, касающихся жизни женщины, не только как матери, способной создать физически здорового ребенка, но и воспитать его нравственную сторону, выработать дисциплину характера. Судя по отзывам иногородних газет, лектор придает лекции дружеский характер простой беседы. Без сомнения, эта лекция соберет многочисленных слушательниц, тем более, что сбор с этой лекции поступит в пользу «Яслей» Общества «Детская помощь», широко открывающих двери матерям-работницам, не знающим, куда девать своих детей, пока они на фабрике"

## Научные и литературные труды
Творчество Е. С. Дрентельн многогранно: популярные лекции и книги по анатомии, физиологии и гигиене женского организма; статьи по акушерству, гинекологии и внутренним болезням; сочинения по организации акушерской и гинекологической помощи (наставления беременным женщинам, руководства по уходу за детьми и их воспитанию, предложения по подготовке земских повитух, уставы частных медицинских клиник, годовые отчеты о деятельности лечебниц и их гинекологических отделений, и др.); авторские и переводные работы по медицинской педагогике и психологии, школьной гигиене; воспоминания о персоналиях; итоговые труды о гендерных отношениях, с учетом природных различий полов. По разным источникам, её работы публиковались в 1884—1911 годах:
- Наставления родителям и воспитателям. Общие указания о гигиенических требованиях детской комнаты и детской одежды. — М.: Тип. А. И. Мамонтова, 1884.
- О беременности, родах и уходе за родильницей и новорожденным. — М.: Тип. И. Д. Сытина и Ко, 1888.
- К вопросу о родовспоможении среди крестьян Московской губернии // Труды десятого губернского съезда врачей Московского земства, отд. III, стр. 84. — М., 1890.
- О климактерическом возрасте женщины (Менопауза) // Акушерка, 1892, № 13-14 и 15.
- О метритах и их лечении // Акушерка, 1892, № 23.
- Из клинических разборов покойного проф. И. Ф. Баландина в Санкт-Петербургском Еленинском Повивальном институте // Акушерка, 1893, № 19. (Случай запущенного поперечного положения).
- О порядке осмотра и приема рожениц и о правилах дезинфекции, установленных проф. И. Ф. Баландиным в Петербургском Еленинском Повивальном институте // Акушерка, 1894, № 1.
- О значении трипперного заболевания для женщины // Акушерка. 1894, № 7.
- О порядке ведения родов в С.-Петербургском Еленинском Повивальном институте при покойном проф. И. Ф. Баландине // Акушерка, 1894, № 11 и 12.
- Замедление периода открытия в родах и ведение его // Акушерка, 1894, № 19.
- Два случая успешного применения электричества в гинекологии. — Журнал акушерства и женских болезней. 1894, Т. 8, № 11. Корреспонденция. С. 1036; отдельное изд. — СПб: С.-Петерб. губ. тип., 1895. — Отд. отт. из «Журн. акушерства и жен. болезней». 1894.
- Гигиена менструации // Акушерка, 1895, № 9.
- О зависимости болезней от погоды: Очерк сост. по Magelssen’y — Харьков: типо-лит. Х. М. Аршавской, преемн. Гордона, 1895. — Отд. отт. из журн. «Соврем. клиника». 1895.
- О необходимости женского медицинского надзора в женских учебных заведениях. — М.: типо-лит. В. Рихтер, 1895. — Отд. отт. из журн. «Вестник воспитания». 1895, № 3, с. 151—178: 2-е изд. — М.: пед. журн. «Вестник воспитания», 1897.
- Не слишком ли много мы лечим наших детей? // Образование. — журнал. — 1896. № 7/8 (июль-август). Отд. I. С. 140—163; отд. изд. — Харьков: тип. и лит. Зильберберг, 1896. — Отд. отт. из журнала «Образование».
- Причины слабости болей у пожилых первородящих и меры, необходимые против этого явления // Акушерка, 1897, № 5/6.
- Отчет Харьковской городской детской и гинекологической амбулаторной лечебницы с сентября 1891 г. по 1 янв. 1897 г.: Отчёт по гинекологическому отделению составили М. Ляшенко и Е. С. Дрентельн. (С.12).
- Отчет Харьковской городской детской и гинекологической амбулаторной лечебницы за 1897 г.: Отчёт по гинекологическому отделению составила Е. С. Дрентельн (С.30).
- Отчет Харьковской городской детской и гинекологической амбулаторной лечебницы за 1898 г.: Отчёт по гинекологическому отделению составила Е. С. Дрентельн (С.35).
- Лечебница женщины-врача Е. С. Дрентельн (Харьков). Устав Лечебницы женщины-врача Елизаветы Сергеевны Дрентельн, в г. Харькове: [Утв. 26 февр. 1898 г.]. — Харьков, 1898.
- Аномалии развития полового чувства у девочек // «Вестник воспитания», М.: 1898.
- Здоровье женщины: Четыре публичные лекции, читанные исключительно для женщин в Харькове и Москве в 1898 г. женщиной-врачом Е. С. Дрентельн. — М.: К. И. Тихомиров, 1899.
- Отчёт о деятельности частной женской лечебницы женщины-врача Е. С. Дрентельн за 1 ½ года её существования. — Харьков: тип. Шмерковича, 1900.
- Лечить или воспитывать? Публичная лекция, посвященная матерям и воспитательницам, читанная в Москве 25 нояб. 1899 г. и Харькове 31 янв. 1900 г. — М.: типо-лит. т-ва И. Н. Кушнерев и К°, 1900. — Отд. отт. из пед. журн. «Вестник воспитания». 1900.
- Отчёт о деятельности частной женской лечебницы женщины-врача Е. С. Дрентельн за 1900 г. — Харьков, 1901.
- К учреждению частной женской лечебницы «Женская помощь» в г. Харькове. — Харьков: паровая типо-лит. М. Зильберберг и с-ья, 1901.
- Ещё один случай применения антистрептококковой сыворотки — СПб: С.-Петерб. губ. тип., 1901. — Отд. отт. из «Журн. акушерства и жен. болезней». Т. 15, сент. 1901.
- Памяти Александры Гавриловны Архангельской // Санитарная хроника Отдела здравоохранения Московского губернского совета р. и к. д. — журнал Губ. санитарного бюро Московского земства. — 1905. № 6. С. 294—295.
- О проституции с точки зрения динамики жизни / [Соч.] Ж.-врача Е. С. Дрентельн. — М.: Кн-во Брейтигама в Харькове и Москве, 1908.
- Этюды о природе женщины и мужчины: Основания полового и женского вопросов в их взаимной связи — М.: Кн-во Брейтигама в Харькове и Москве, 1908; 2-е изд. — М.: ЛИБРОКОМ, 2011.
- Мужчина и женщина перед лицом будущего // Вестник Европы. — журнал. — 1911. Т. 46. № 6 (июнь). С. 158—181.

###### Переводы
- Шушуни. О школьной гигиене в Венгрии. Перевод Е. С. Дрентельн. / Русская школа. — журнал. — 1895. № 5-6 (май-июнь).
- Кюллер А. Лечение внушением и применения его в нервных и психических болезнях, в хирургии, акушерстве и педагогике = (La therapeutique suggestive et ses applications aux maladies nerveuses et mentales, à la chirurgie à l’obstétrique à la pédagogie) / Пер. с фр. Елизаветы Дрентельн[34]; [dr. Cullerre]. — СПб: типо-лит. И. А. Фролова, 1896. Рецензия: Научное обозрение. — журнал. — Год IV. 1897. № 10 (октябрь). Отд. VIII. Библиография. С.127-129.
- Альтшуль Т. К вопросу о переутомлении школьного юношества с врачебной точки зрения. Перев. с нем. яз. Елизаветы Дрентельн / Русская школа. — журнал. — 1896. № 5-6 (май-июнь). С. 128—146; № 7-8 (июль-август). С. 144—162 (Окончание).
- Роль врача в школе. Пер. с немецкого ж.-врача Е. Дрентельн // Русская школа. — журнал. — 1894. № 5-6 (май-июнь). С. 59-81.

## Семья
- Отец — войсковой старшина, подполковник в отставке Сергей Романович Дрентельн (26.07.1822, Москва — 13.11.1865, Стафурлово), командир Енисейского Конного казачьего полка. Сын Одесского пехотного полка полковника Романа Ивановича фон Дрентельна от второго его брака с девицей Варварой Александровной Александровой, воспитанницей подполковника Александра Николаевича Еропкина. Этнограф Забайкальского края, член-сотрудник Императорского Русского географического общества (с 20.02.1856 г.), изобретатель сельскохозяйственных машин и орудий, деятельный и действительный член Комитета акклиматизации животных (с 30.01.1857 г.) и Комитета акклиматизации растений (с 25.04.1857 г.) Императорского Московского общества сельского хозяйства. Рязанский помещик, организовавший в своем имении — с. Стафурлово, Рязанского уезда, образцовое хозяйство и литейно-механический завод по производству сельскохозяйственных машин. Участник рязанских сельскохозяйственных выставок, за образцы машин и орудий награждён золотыми медалями.
- Мать — подполковница Лидия Васильевна Дрентельн, урождённая Баснина (1835―30.11.1905, С.-Петербург), дочь иркутского купца 1-й гильдии В. Н. Баснина, знаменитого коллекционера, рязанская помещица и московская домовладелица, меценат. Товарищ председательницы правления с.-петербургского Православного Братства святителя Иннокентия [Иркутского][35] при церкви 1-го С.-Петербургского реального училища и присоединившегося к братству О-ва вспоможения нуждающимся воспитанникам того училища (1898); действительный член с.-петербургского О-ва для пособия слушательницам женских педагогических курсов и С.-Петербургского женского медицинского института (с 25.10.1898). С 26 октября 1852 в Иркутске вышла замуж за старшего адъютанта бригадного управления Иркутского и Енисейского казачьих конных полков, есаула С. Р. Дрентельна. Поручители по женихе: советник Главного управления Восточной Сибири, подполковник Михаил Семёнович Корсаков и Корпуса горных инженеров штабс-капитан Николай Гаврилович Меглицкий; по невесте: статский советник Илларион Сергеевич Сельский и иркутский купец Дмитрий Иосифов Партнов.[36]
- Брат — Николай Сергеевич Дрентельн (07.05.1855, Иркутск — 25.01.1919, Петроград), педагог (физика, химия, математика, технология), лектор и методист, новатор и организатор народного образования, переводчик, поэт, публицист и мемуарист. Воспитанник 1-го С.-Петербургского реального училища императора Александра III, выпускник Технологического и Горного институтов, Лейпцигского и Страсбургского университетов. Автор воспоминаний, оригинальных и переводных книг и учебников по естественным и прикладным наукам. Действительный член, по отделениям физики и химии, Русского физико-химического о-ва при С.-Петербургском ун-те, учебно-воспитательного комитета Педагогического музея в Соляном городке, крупнейшего методического центра по преподаванию физики в дореволюционной России. С 1892 по 1914 служил преподавателем физики Земской учительской школы С.-Петербургского губернского земства (ул. Коломенская, 41); состоя в той службе, определён на государственную (дворянином, не имеющим чина), по штатам Ведомства учреждений императрицы Марии, с причислением к ведомствам М-ва народного просвещений, М-ва торговли и промышленности, Военного министерства, в зависимости от ведомственной принадлежности учебного заведения. Статский советник (ст. 29.09.1908); приказом от 10 (23) сентября 1914 за № 10, по Собственной Е. И. В. канцелярии по учреждениям императрицы Марии, уволен от службы, по прошению, с 1 (14) октября 1912, в том же чине и с мундиром, должности присвоенном. В разные годы преподавал, одновременно со службой в Земской учительской школе, в частной Женской гимназии М. Н. Стоюниной (1892—1895), Тенишевском коммерческом училище (по 1909), С.-Петербургском Александра II кадетском корпусе (1896—1907), С.-Петербургском Сиротском институте императора Николая I (1899—1912). Жена с 6 мая 1883 года — девица Екатерина Сергеевна Бирюкова (? — 9.02.1919, Петроград), педагог: в 1884 окончила физ-мат. отд. Высших женских педагогических курсов в С.-Петербурге (III выпуск). Дочь — Вера Николаевна Дрентельн (18.02.1886―?), деятель революционного движения, искусствовед, педагог, автор книг по музееведению: окончила Литейную женскую гимназию Ведомства учреждений императрицы Марии (1902) и ист.-фил. ф-т Высших женских курсов (1909); в 1907 С.-Петербургской судебной палатой обвинялась в антиправительственной деятельности, однако, по прошению отца, уголовным департаментом Сената помилована (1913); сын ― Владимир Николаевич Дрентельн (29.03.1898―?).
- Брат — Василий Сергеевич Дрентельн.
- Сестра — Анастасия Сергеевна Дрентельн.
- Сестра — Елена Сергеевна Дрентельн, в замужестве Померанцева (1866―?). Родилась после смерти отца. Выпускница физ.-мат. отд. Высших женских курсов в С.-Петербурге (1888), земский педагог. С 7 июля 1891, в возрасте 25 лет, в С.-Петербурге вышла замуж за назначенного земским начальником, кандидата прав С.-Петербургского университета Александра Михайловича Померанцева, происходившего «из служащих», сына коллежского секретаря. Поручители по жениху — сын статского советника Николай Рудольфович Вербицкий и сын коллежского секретаря Андрей Михайлович Померанцев; по невесте — коллежский советник Александр Иванович Ефимов и неклассный художник, сын коллежского секретаря Михаил Михайлович Померанцев (1854-?). С мужем уехала в Саратовскую губернию. С семьей жила и работала учителем в с. Перекопное, Новоузенского уезда, в котором было шесть школ. Муж — А. М. Померанцев (28.02.1859-?), впоследствии коллежский советник, приказом от 25.06.1891 за № 16, по ведомству М-ва внутренних дел, на основании ст. 15 высочайше утвержденного 12 июля 1889 г. мнения Государственного Совета, назначен земским начальником 4-го участка Новоузенского уезда Самарской губернии, с 1 июля 1891. Служил в той должности по 24 мая 1904: титулярный советник с 1.07.1893, коллежский асессор с 1.07.1896; надворный советник с 24.04.1901. Уволен от службы, по прошению, высочайшим приказом от 24.05.1904 № 39, по ведомству М-ва внутренних дел. Награжден медалями «В память царствования императора Александра III» и «За труды по первой всеобщей переписи населения». В том же — 1904 г., из отставных надворных советников, 18.10.1904 г. определён на службу в ведомство М-ва юстиции, с причислением к оному. Городской судья 1-го участка г. Россиена округа Ковенского окружного суда (5.11.1904-21.07.1906) и член Россиенского уездного по чиншевым делам присутствия (15.07.1905-21.07.1906); коллежский советник и городской судья 3-го участка г. Ковно (21.07.1906-1.11.1908); городской судья г. Соликамска округа Пермского окружного суда (01.11.1908-12.07.1913). ВП от 12.07.1913 за № 44, уволен от службы, согласно прошению, по болезни, в том же чине и без мундира. Их единственная дочь — Нина Александровна Померанцева (1893―?), педагог. Воспитывалась в ковенской Женской гимназии С. М. Игнатьевой и с.-петербургской Женской гимназии М. Н. Стоюниной[37]; в 1914/15 академическом году окончила ист.-фил. ф-т Высших женских курсов в С.-Петербурге (XXX выпуск), удостоена выпускного свидетельства по предметной группе русской филологии (подгруппа русской литературы); в 1916/17 академическом году работала педагогом петергофской Женской гимназии В. В. Павловой.